# Каледон (Онтарио)
Каледон (енгл. Caledon) је градић у Канади у покрајини Онтарио. Према резултатима пописа 2011. у граду је живело 59.460 становника.

## Становништво
Према резултатима пописа становништва из 2011. у граду је живело 59.460 становника, што је за 4,2% више у односу на попис из 2006. када је регистровано 57.050 житеља.
| 2006.  | 2011.  | 2016.  |
| ------ | ------ | ------ |
| 57.050 | 59.460 | 66.502 |